# Vatikáni labdarúgó-válogatott
A vatikáni labdarúgó-válogatott gerincét a svájci gárdisták, papi tanácsnokok, és múzeumőrök alkotják.

## Története
Mivel a Svájci Gárda tagjai nem töltenek el huzamosabb időt Vatikánban, folyamatosan cserélődnek, így nem tudnak részt venni a nem FIFA tagországok MINI-VB-jén sem. 
A legelső mérkőzésüket 1994-ben San Marino ellen játszották, ez 0:0-ra végződött. 
Ennek ellenére az első hivatalos mérkőzésnek nem ez, hanem a Monaco ellen lejátszott 0:0 számít.

## Jelenlegi keret
Kapus:
- Simone Pegoraro
- Francesco Giammarresi
- Andrea Carta

Védő:
- Diego Lofino
- Francesco Bovi
- Rubén Guemaro

Középpályás:
- Carlo Zornada
- Francesco Voltaggio
- Paolo Varamo
- Gabriel Tarquini
- Michele Valente
- Stefano Parasimo
- Alessio Palladino

Csatár:
- Giacomo Piermarini
- Daniele di Giandomenico

## Bajnokok
Vatikánban a különböző egyházi szervezeteknek vannak „csapataik”. Ezek főleg hobbi-csapatok, s az ott dolgozókból állnak.
- Teleposte: 1985, 1986
- Dirseco: 1991, 1994
- Malepeggio Edilizia: 1981
- Hercules Biblioteca: 1982
- Hermes Musei Vaticani: 1983
- Virtus Vigilanza: 1984
- Tipografia Osservatore Romano: 1987
- Servici Tecnici: 1988
- Associazione Santi Pietro e Paolo: 1989
- Servizi Economici: 1990

## Kupagyőztesek
- Teleposte: 1985, 1989, 1990
- Servizi Economici: 1988, 1991
- Hermes Musei Vaticani: 1986
- Autoparco Ass. SS Pietro e Paolo: 1987
- Dirseco: 1994

## Klérus Kupa
A Klérus Kupa egy olyan kupa, ahol egyházi méltóságokból álló csapatok mérkőznek meg egymással. Az első kupát 2007 februárjában és márciusában rendezték meg 16 csapat részvételével.
A csoport: Mater Ecclesiae - Pontificio Collegio Urbano - P.S.G. Pontificio Seminario - Gallico - Croati - Tiberino - Gregoriana - O.M.I. Team - The North American.
B csoport: Almo Collegio Capranica - Redemptoris Mater - Sedes Sapientiae - Divino Amore - Pontificio Seminario Romano Maggiore - Vicariato di Roma - Pontificia Università Lateranense - Ordine di S. Agostino .
A döntőben a Redemptoris Mater csapata 1-0-ra győzni tudott a Pontificia Università Lateranense csapata fölött, így a kupa története során először ők lettek a bajnokok.
1. ↑  World Football Elo Ratings. eloratings.net